# Bohova
Bohova je naselje v Občini Hoče - Slivnica.

## Izvor imena
Krajevno ime kaže tako kot pri poljskih Bochow, Bochowo in češkem krajevnem imenu Bochov, da je tvorjeno iz slovanskega osebnega imena
Boxъ, ki se je ohranil tudi v slovenskem priimku Boh. Imenska osnova je verjetno hipokoristik nekega slovanskega osebnega imena z začetkom bo-, npr.: Bol'eslavъ, Borislavъ, Bogomirъ. V starih listinah se kraj omenja leta 1255 kot Bochew in 1441 kot Wokaw.